# Lajta Béla

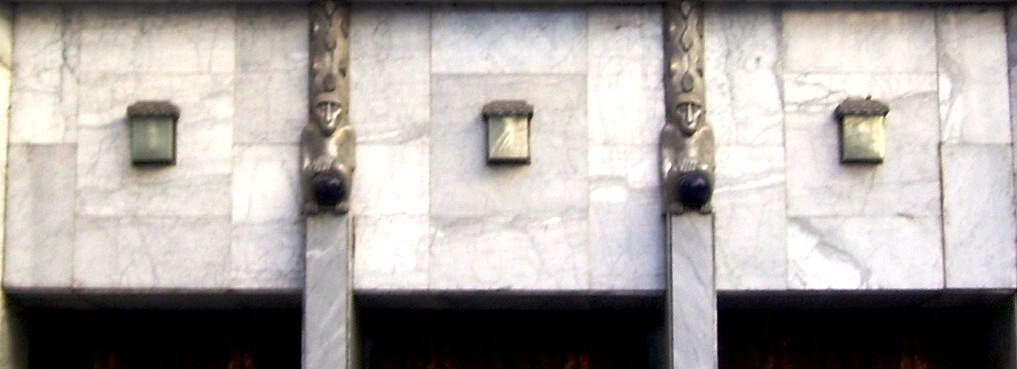
Az Új Színház bejáratának részlete

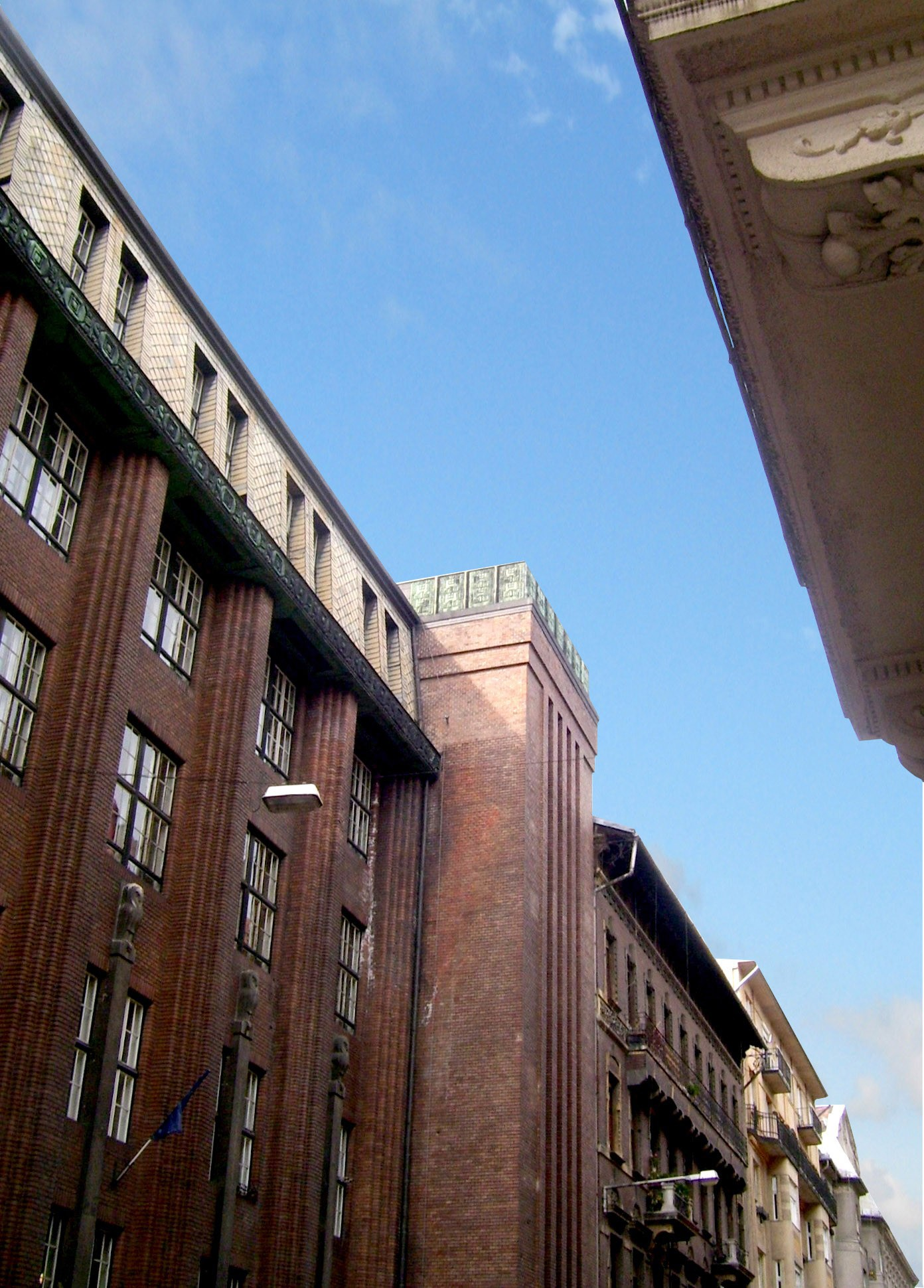
Bp. VIII., Vas u. 9–11. szakiskola

Lajta Béla, születési és 1907-ig használt nevén Leitersdorfer Béla (Óbuda, 1873. január 23. – Bécs, 1920. október 12.) zsidó származású 20. századi magyar építész. Korai művei szecessziós, illetve népies stílusúak, a későbbiek az art déco jellemzőit viselik magukon.

## Életpályája
Leitersdorfer Dávid és Ungár Terézia gyermekeként született. Tanulmányait a budapesti Műegyetemen végezte. 1896-ban kapott építész diplomát, és mint az évfolyam legjobb hallgatója elnyerte a Hauszmann Alajos-jutalomdíjat. Rövid ideig Hauszmann Alajosnál dolgozott, majd állami ösztöndíjjal hosszabb külföldi tanulmányútra indult. Másfél évet töltött Olaszországban, főként Rómában. Ebben az időszakban festőművészettel és szobrászattal is foglalkozott. Ezután Berlinben A. Messelnél, 1898-ban R. N. Shaw-nál dolgozott Londonban. Még onnan küldte haza tervét a pesti – volt Valeró gyár előtti térre elképzelt – zsinagóga tervpályázatára, amellyel harmadik díjat nyert. Ugyancsak harmadik díjat nyert aztán itthon a közoktatási minisztérium pályázatán.
1899-ben tért haza. A Bárd Zeneműkereskedés (Kossuth Lajos u. 4.) belső berendezése volt az első munkája 1900-ban. 1902–1904 között épültek fel Lajta első házai, a hűvösvölgyi villa (a Völgy utcában), a szírmai gazdaság kastélya (Borsod megyében) és a zentai tűzoltókaszárnya. Korai műveire nagy hatással volt Lechner Ödön, akinek első korszakában a követője volt. Személyes kapcsolatuk több közösen elkészített tervben is kifejezésre jutott (pl. A Kozma utcai izraelita temető Schmidl sírboltja vagy egy kastély Szirma községben (ez utóbbit 1944-ben a visszavonuló német csapatok felrobbantották).
1905 után eltávolodott a lechneri formanyelvtől. A Malonyai Dezső villája a XIV. kerületben 1905–1907 között (ma a román kultúrintézet) az angol lakóházak szabad belső térelrendezését egyesíti a magyar népi építészetből származó formanyelvekkel. Első középületeire, a Zsidó Vakok Intézetére (1905–1908. Budapest XIV., Mexikói út 60.) és a Chevra Khadisa Szeretetházra (1909–1911. Budapest XIV., Amerikai út 57., ma: Országos Mentális, Ideggyógyászati és Idegsebészeti Intézet) az észak-európai építészet által inspirált középkorias formák, mozgalmas tömegkialakítás és egyszerű nyerstégla, illetve terméskő homlokzatok jellemzőek, amelyekhez bizonyos kiemelt pontokon gazdag, részben népművészeti-, részben vallási ihletésű ornamentika társul. 1908-ban tervezett épületei, a Parisiana mulató a Budapest VI. kerület, Paulay Ede utca 35. szám alatt és a Rákoskeresztúri zsidó temető ravatalozója már utolsó korszakának alkotásai felé mutatnak.

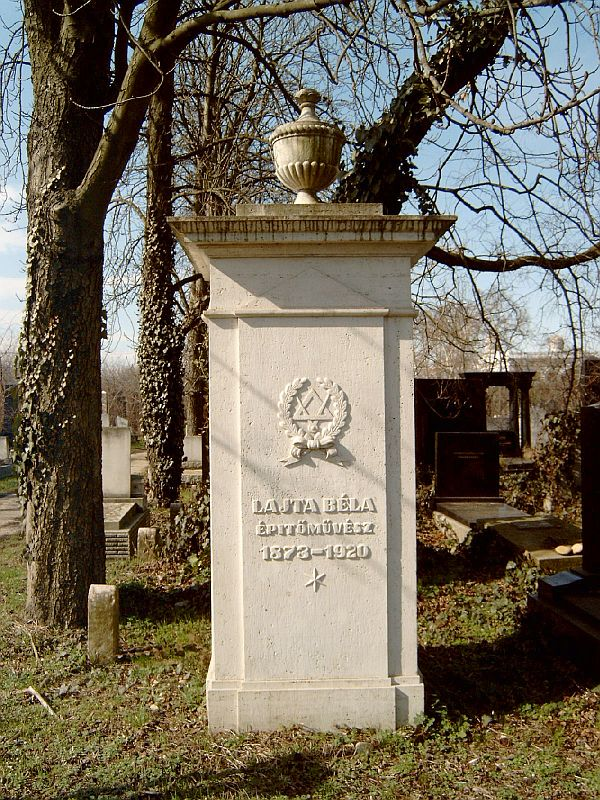
Sírja Budapesten. Kozma utcai izraelita temető: 3 jobb-74-41. Kozma Lajos alkotása

1909 után tervezett épületeire az egyszerű, „geometrizált és monumentális forma a jellemző. Azonban sohasem mondott le az ornamentika alkalmazásáról, egyéni módon absztrahált, jórészt népművészeti eredetű díszítőmotívumai a homlokzatok szerkezeti vagy funkcionális szempontból jelentős felületeit emelik ki”. Ezen időszak legjelentősebb alkotásai: a Budapest VIII., Vas utca 9–11. alatti Kereskedelmi Iskola (régen: Gróf Széchenyi István Felsőkereskedelmi Fiúiskola) épülete, a Rózsavölgyi-ház (Budapest V., Szervita tér 5.), a Budapest VIII., Népszínház utca 19. sz. bérház, valamint a volt Erzsébetvárosi Bank (Budapest, Rákóczi út 18.).
Az 1913–14-ben (Budapest XIV., Cházár András utca 10.) tervezett Pesti Izraelita Hitközség Alapítvány Gimnáziumát (ma: ELTE Radnóti Miklós Gyakorlóiskola) Hegedűs Ármin fejezte be 1923-ban. 1911–1914 között – Szabó Ervinnel együttműködve – a Fővárosi Könyvtár és Közművelődési Intézet tervein dolgozott. A méreteit és kulturális céljait tekintve is rendkívüli épület a háború kitörése miatt nem valósulhatott meg. Több mint harminc síremléket is tervezett, ezek a Kozma utcai és Salgótarjáni utcai zsidó temetőben állnak.
Súlyos betegsége következtében elméje megbomlott, fivére 1919-ben gyámság alá helyezte. Fiatalon, 47 évesen 1920. október 12-én Bécsben hunyt el. Hamvait a Rákoskeresztúri zsidó temető (X., Kozma u. 6.) 3/J-74-41 sz. sírjában helyezték örök nyugalomra. Síremlékét Kozma Lajos, egykori tanítványa és munkatársa tervezte, aki 1910 és 1913 között dolgozott az irodájában. A Lajta-iroda munkatársai voltak még 1902-1903 körül Málnai Béla, 1905-ben Sárkány (Schweiger) István, 1905-1909 körül Löffler Béla és Szendrői (Schlusseck) Dezső, 1911-től Tálos Gyula, továbbá még Román Miklós, Szőke Imre és Nagy Sándor (nem tévesztendő össze a festővel). Kozma Lajos és Tálos Gyula Lajta épületornamentikájának kialakításában játszott döntő szerepet.
Házastársa Káldor Klára volt.

## Alkotásai

### Épületek
- 1902–1904. Budapest, II. k. Völgy utca, Leitersdorfer-villa
- 1902. Szirma, Klein Mór kastélya – 1944-ben elpusztult[14]
- 1902. V. ker., Kossuth Lajos utca 4. Bárd Zeneműbolt bútorzata. (ma: könyvesbolt)
- 1902. Zenta, Tűzoltólaktanya és szertár
- 1904. Zenta, Gimnázium. (I. dij, megbízást nem kap)
- 1905. Zenta, Ađanska 10. Krsto Slavnic háza
- 1906–1907. Budapest V., Szent István tér 15. Hecht Jónás papírüzlete (volt bankfiók, ma: Kereskedelmi és Vendéglátóipari Múzeum)
- 1905–1907. Budapest XIV., Izsó utca 5. Malonyai Villa. (1913-ban átalakítva)[15]
- 1905–1908. Budapest XIV., Mexikói út 60. Zsidó Vakok Intézete (ma: Mozgásjavító Általános Iskola)
- 1908. Budapest VIII., A Salgótarjáni utcai zsidó temető bejárati épülete és ravatalozója.
- 1909–1911. Budapest XIV., Amerikai út 57. Chevra Kadisa gyógyíthatatlan betegek otthona. (szeretetotthon) Mózes-szobor, Telcs Ede munkája (ma: Országos Mentális, Ideggyógyászati és Idegsebészeti Intézet Főépület)[16]
- 1908–1909. Budapest VI., Paulay Ede utca 35., Parisiana, párizsi mulató. (Újszínház[18]).
- 1909–1912. Budapest VIII., Vas utca 9-11. Gróf Széchenyi István Felsőkereskedelmi Fiúiskola. (ma: BGSZC Széchenyi István Kereskedelmi Szakgimnáziuma)[19]
- 1910–1912. Budapest V., Szervita tér 5. Leitersdorfer (később Rózsavölgyi)-ház, üzletek és bérlakások.
- 1911–1912. Budapest VIII., Népszínház utca 19. Harsányi testvérek bérháza.
- 1913–1914. Budapest, XIV. Cházár András utca 10. Pesti Izraelita Hitközség alapítványi gimnáziuma. 1923-ban Hegedüs Ármin fejezi be. (ma: ELTE Radnóti Miklós Gyakorlóiskola)
- 1913–1925.[20] Budapest XIV., Amerikai út 53-55. A Pesti Chevra Kadisa Menedékháza és Felnőtt Vakok Otthona (ma: Mazsihisz Szeretetkórház)[21]

## Források

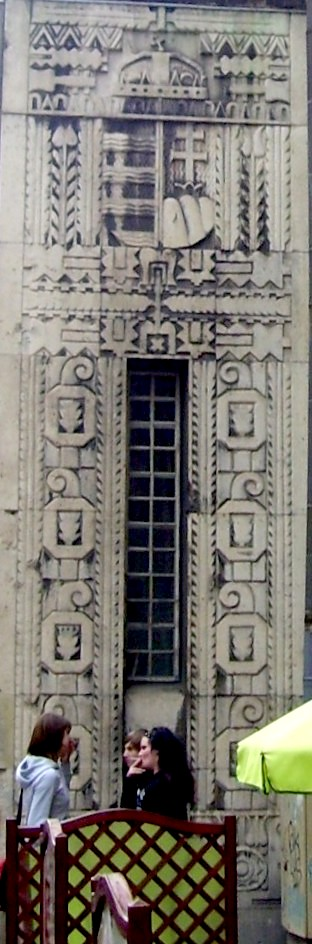
Bp. VIII., Vas u. 9–11. Szakközépiskola (részlet)

### Síremlékek
A nagyobb épületeken kívül Lajta számos síremléket tervezett. Ezek közül napjainkban a következők azonosíthatóak be:

#### Salgótarjáni utcai zsidó temető
Cím: 1087 Budapest, Salgótarjáni utca 6.
- 1904 k.: Lederer Béla síremléke
- 1908: Bródy József és családja síremléke
- 1908: Guttmann Emil és családja síremléke
- 1908 k.: Beimel Jakab és felesége, Sauer Cecília síremléke
- 1909: Sváb Jakab fiai és családjuk síremléke
- 1910 k.: Deutsch Frigyesné Bodansky Hermina síremléke
- 1913: Herzman Bertalan síremléke
- 1913 k.: kántorjánosi Mándy Ignác síremléke
- 1914: gavosdiai Sváb Sándor síremléke
- 1914: szászbereki báró Kohner család síremléke
- 1918: Bacher Vilmos síremléke

#### Kozma utcai izraelita temető
Cím: 1108 Budapest, Kozma utca 6.
- 1902–1904 (vagy 1906–1907). Gries család sírja[23]
- 1902–1904. Schmidl család sírja[24][25]
- 1903 k.: Leitersdorfer Dávidné Ungár Teréz és Leitersdorfer Dávid síremléke
- 1904: Schmidl Sándor és Schmidl Sándorné Holländer Róza síremléke
- 1904 k.: Epstein Sándor és családja síremléke
- 1906-1908: özv. Griesz Benjáminné sz. Weisz Anna és családja síremléke
- 1907 k.: Steiner Zsigmondné Leitersdorfer Sarolta síremléke
- 1908: Schwarcz Lajos és családja síremléke
- 1908: Greiner Emánuel és családja síremléke
- 1910 k.: Mezey Albert síremléke
- 1911: Szabolcsi Miksáné síremléke
- 1911–1912: Deutsch Zsigmond és neje Stauber Borbála síremléke
- 1912: Kudelka Jakab síremléke
- 1912: A régi Váci úti zsidó temetőből exhumált halottak síremléke
- 1912 k.: Steiner Zsigmond síremléke
- 1913: Lukács Zsigmond síremléke
- 1913: A régi Váci úti temetőből exhumált 1848-49-es pesti zsidó honvédek síremléke
- 1913: Klein Nándor és családja síremléke
- 1913 k.: Mezey Ede és felesége Mezey Laura síremléke
- 1913 k.: Vágó Mihályné és Vágó Mihály síremléke
- 1914: Káldor Lacika síremléke
- 1914: Propper Samu és családja síremléke
- 1918 k.: Lamm Mór és családja síremléke

#### Egyéb temetőkben
- 1908 k.: Hirsch Józsefné Herman Jozefa síremléke – dátum és helyszín bizonytalan
- 1913: Klein Mór síremléke – ismeretlen helyen
- 1913: Herman Lipótné síremléke – ismeretlen helyen
- 1913: sztapári Récsey Ede családjának síremléke – Kula (ma Szerbia), zsidó temető

|                                                                           |                          |
| Első elhelyezési tervpályázat (I. díj), 1911. Nemzeti Színház távlati kép |                          |
|                                                                           |                          |
| Elhelyezési helyszínrajz                                                  | Helye (Astoria) 2009-ben |

### Egyéb pályázatok
- 1898. Lipótvárosi zsinagóga pályázat. III. díj.[26]
- 1899. A Budapesti Áru- és Értéktőzsde palotájának pályaterve.[27]
- 1901. Zágrábi Posta- és Távírda-igazgatóság székházának pályaterve[28]
- 1901. Honvéd téri zsidó imaház pályázat. I. díj
- 1901–1902. Kossuth-mauzóleum, Telcs Edével és Tóth Istvánnal
- 1901–1902. Vörösmarty Mihály szobra, Róna Józseffel
- 1901–1902. Erzsébet királyné-emlékmű, Róna Józseffel[29]
- 1902. Szent Gellért-szobor
- 1903. A Rákoskeresztúri zsidó temető árkádjainak pályaterve. I. díj[30][31]
- 1903. Pozsonyi Posta és távírda épülete, Lechner Ödönnel[32]
- 1905. A Vallás- és Közoktatásügyi Minisztérium épületének pályaterve. III. díj[33]
- 1911. Fővárosi Könyvtár és Művelődési Központ
- 1911. Községi nyilvános könyvtár és közművelődésügyi intézet tervpályázat. II. díj[34]
- 1911. A budapesti Nemzeti Színház elhelyezési tervpályázata. I. díj
- 1912. Budai zsinagóga épületének tervpályázata. I. díj.[35]
- 1912. Új Nemzeti Színház épületének tervpályázata. IV. díj[36]
- 1913. Magyar Kereskedelmi Csarnok tervpályázat. Megvétel.[37]

### Szakírói tevékenysége
- Der Schöpfer der modernen ungarischen Baukunst (Bildende Künstler, Bécs. 1911)
- A temető művészete (Magyar Iparművészet, 1914)

## Képgaléria

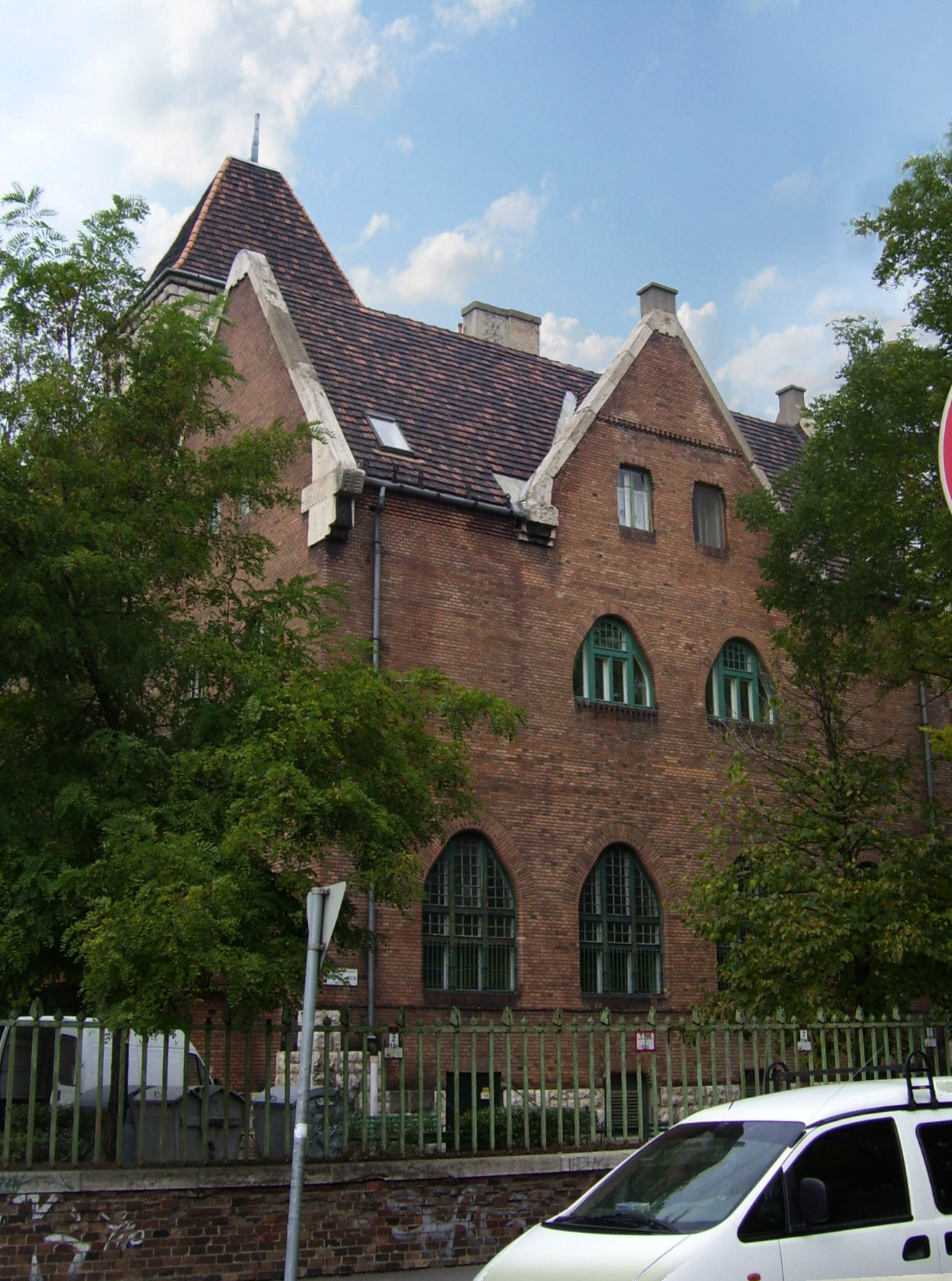
Vakok Intézete 1905-1908 Bp. XIV., Mexikói u. 60.
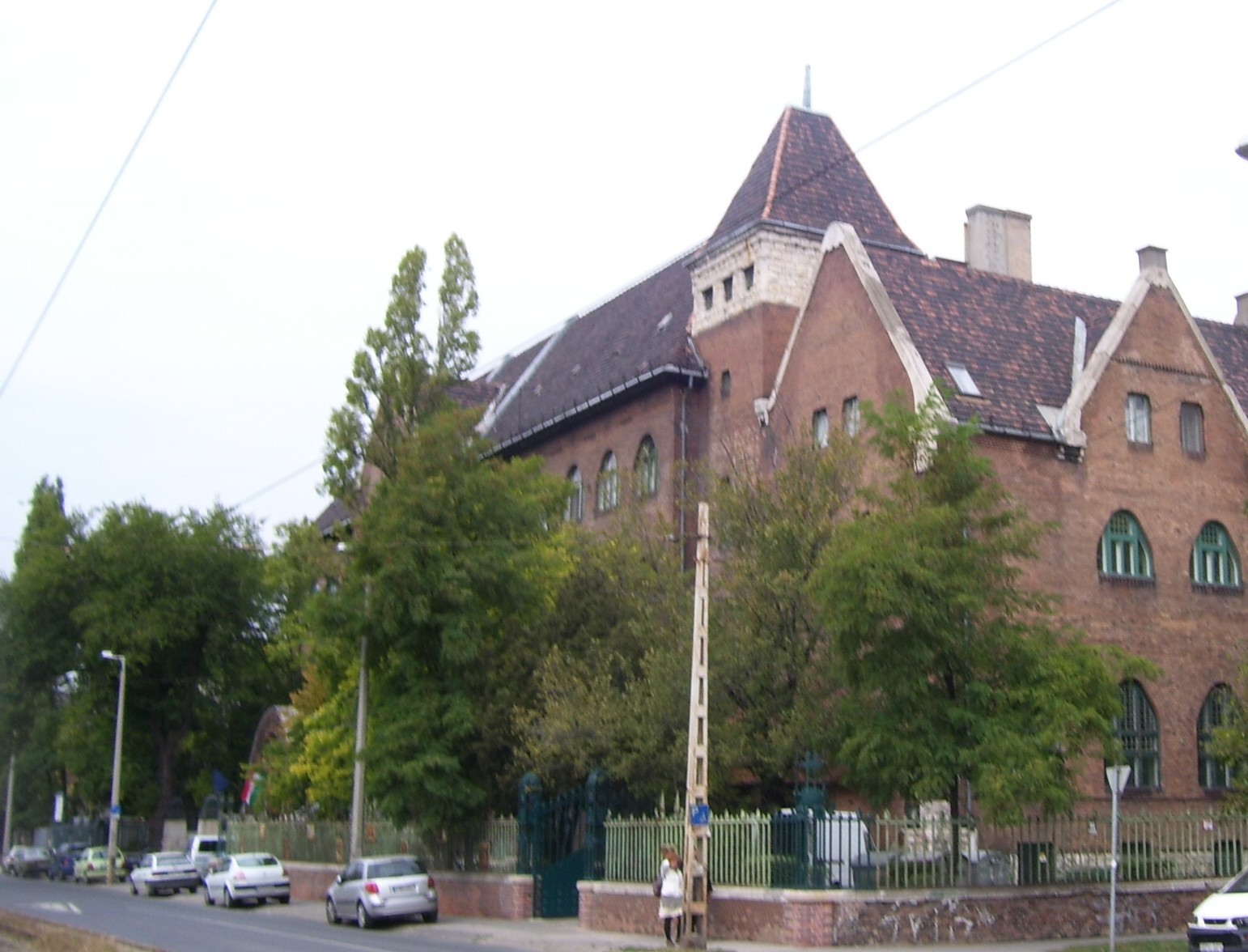
Vakok Intézete 1905-1908 Bp. XIV., Mexikói u. 60.
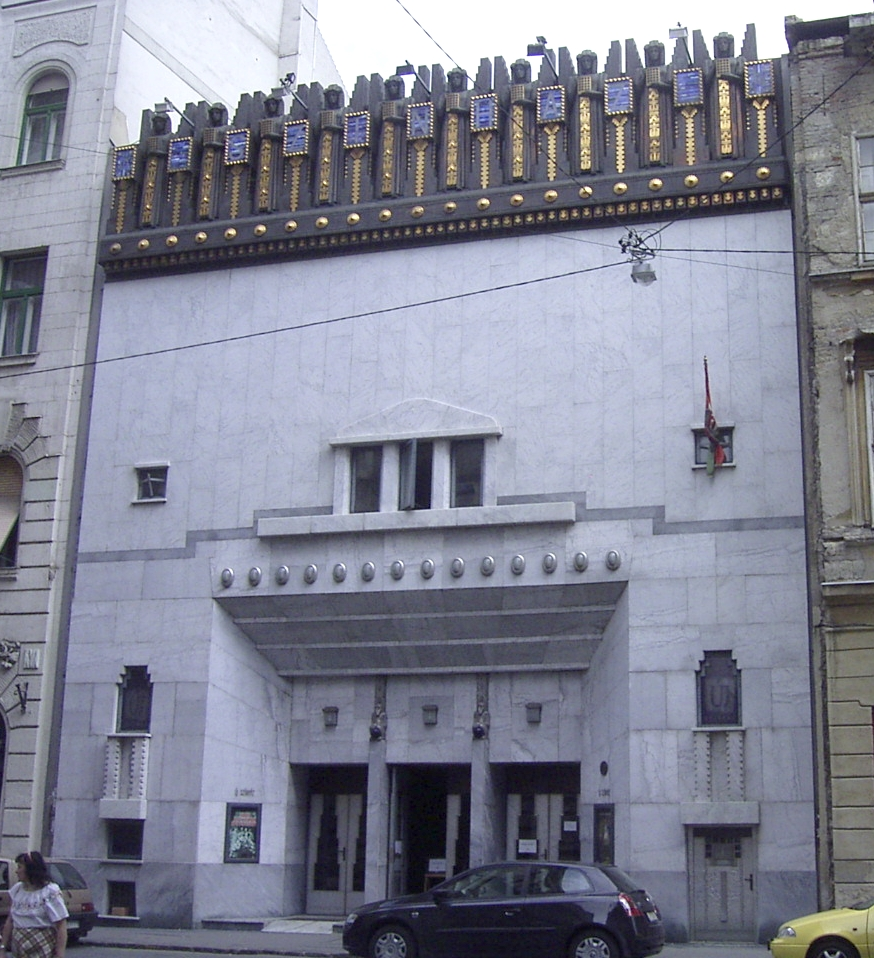
Újszínház 1908-1909 Bp. VI., Paulay Ede u. 35.
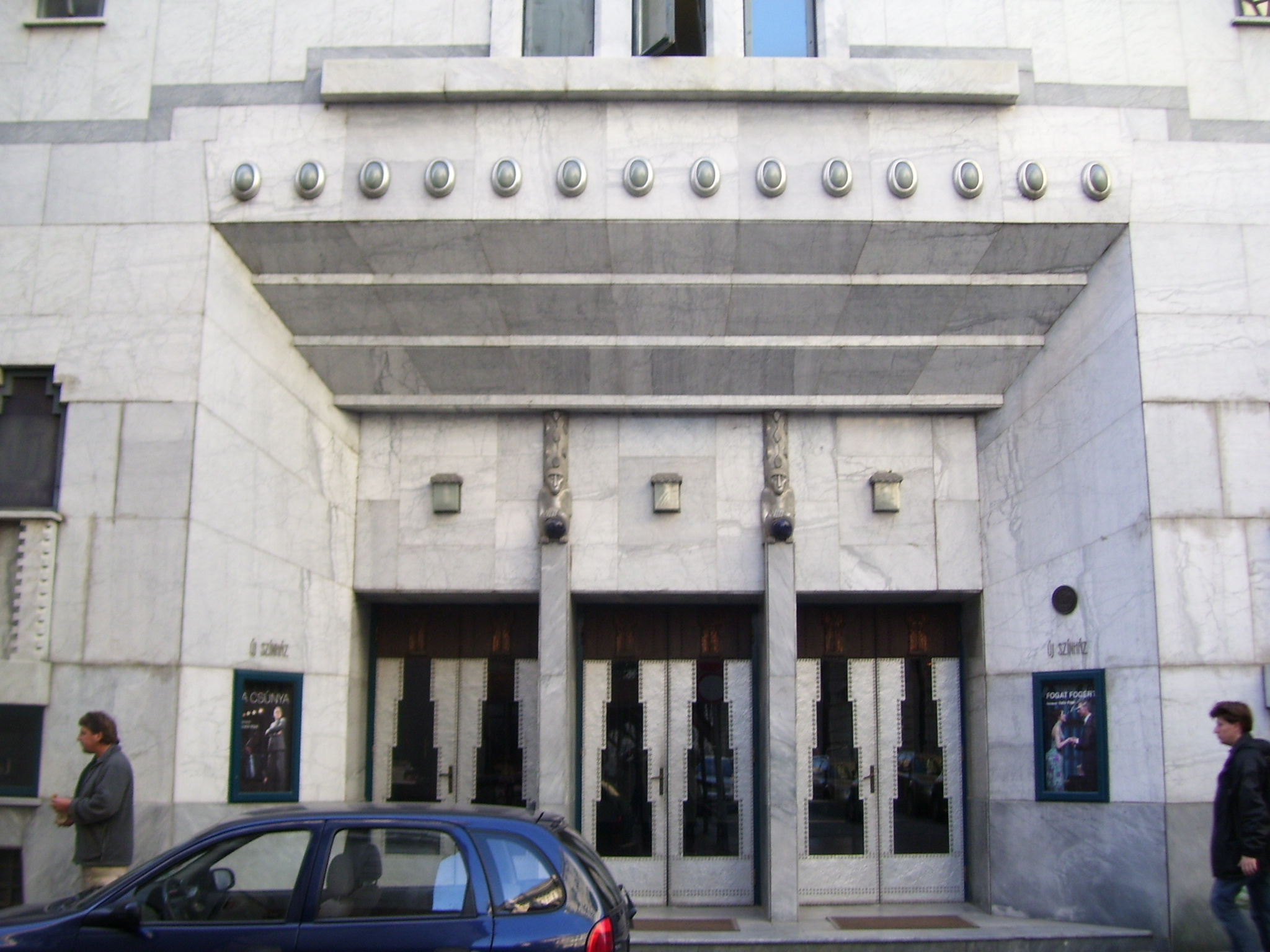
Újszínház kapu részlet Bp. VI., Paulay Ede u. 35
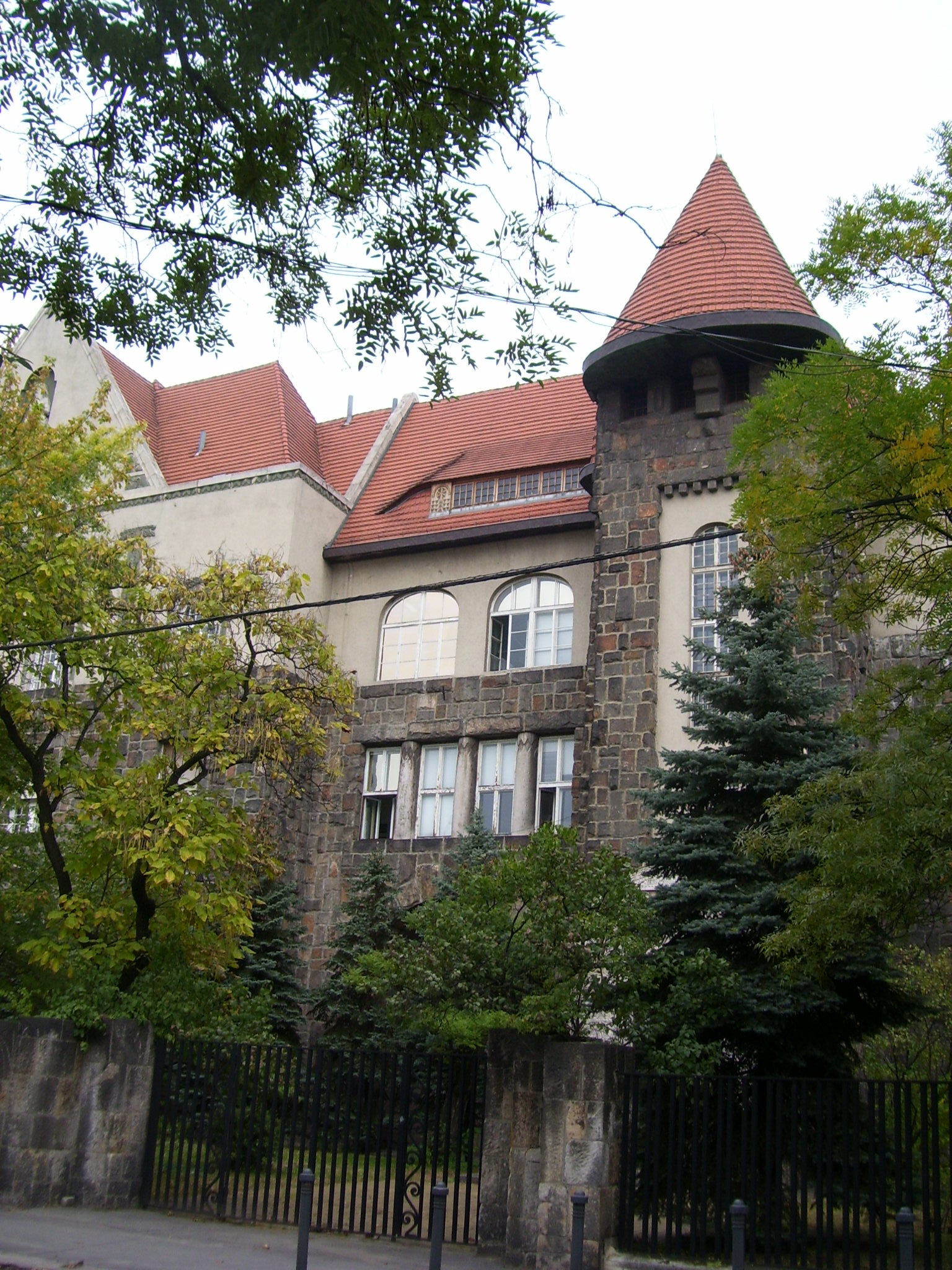
Idegsebészeti Klinika 1909-1911 Bp. XIV., Amerikai u. 57.
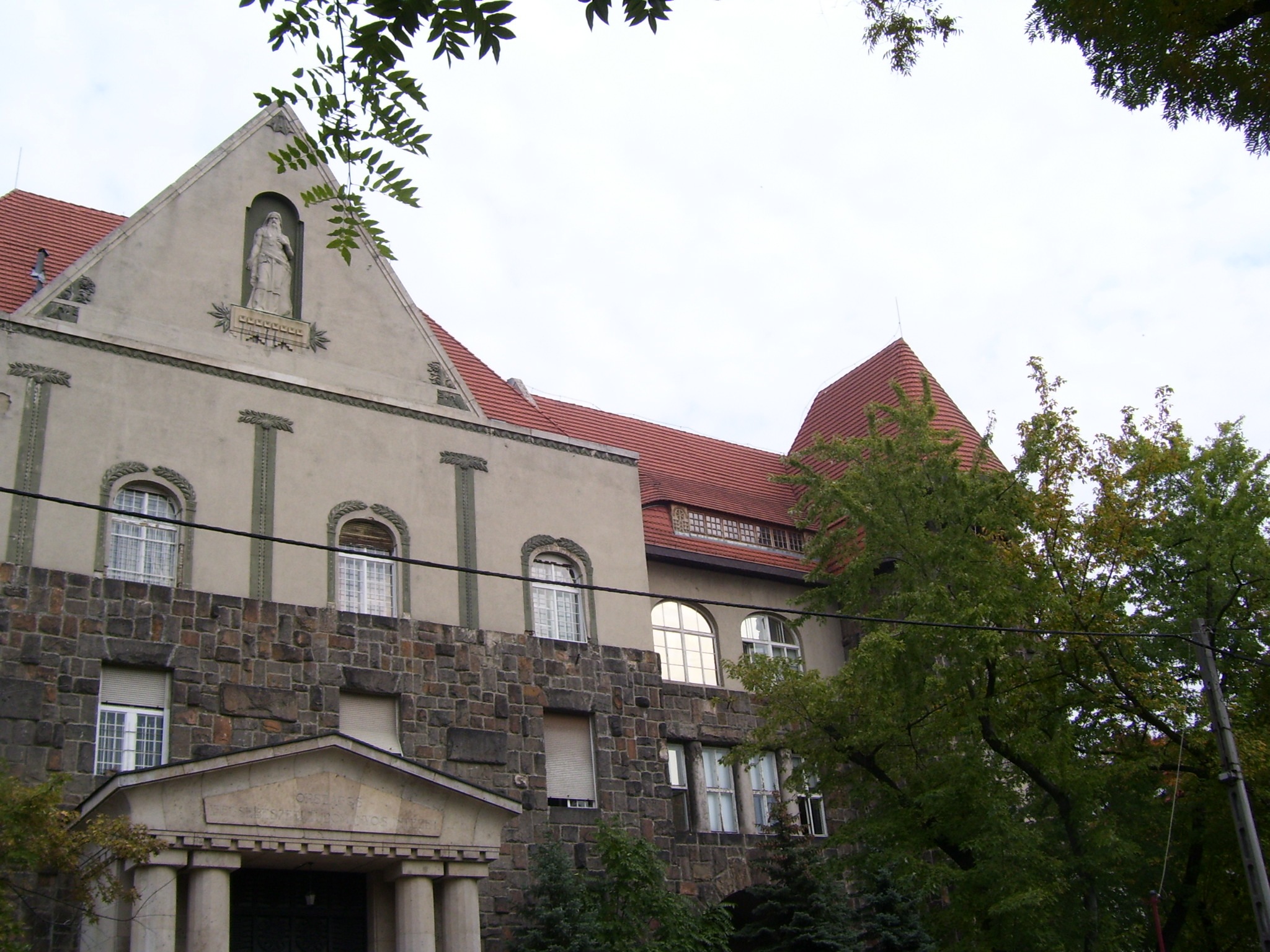
Idegsebészeti Klinika 1909-1911 Bp. XIV., Amerikai u. 57.
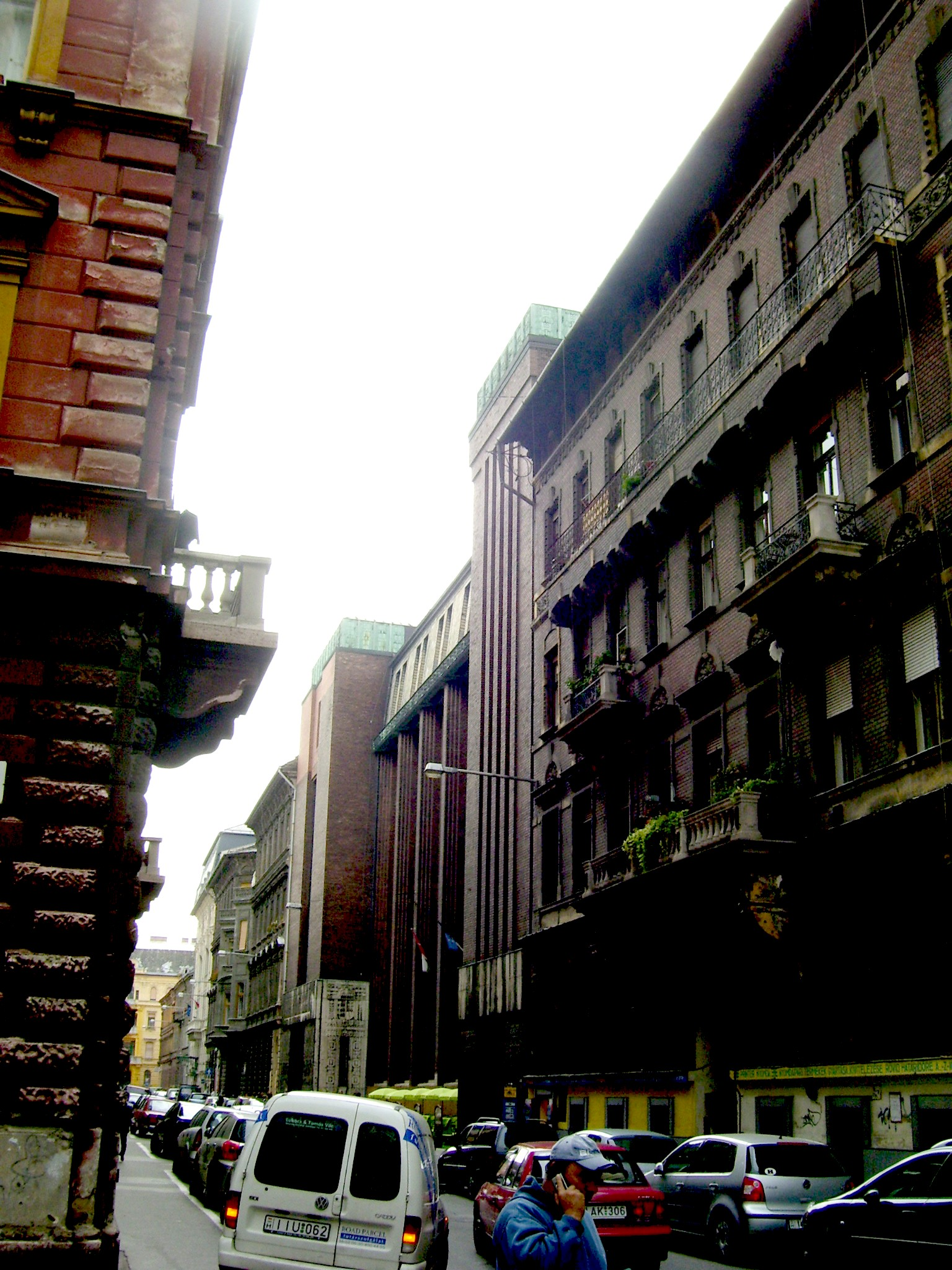
Szakközépiskola. 1909–1912 Bp. VIII.. Vas u. 9–11.
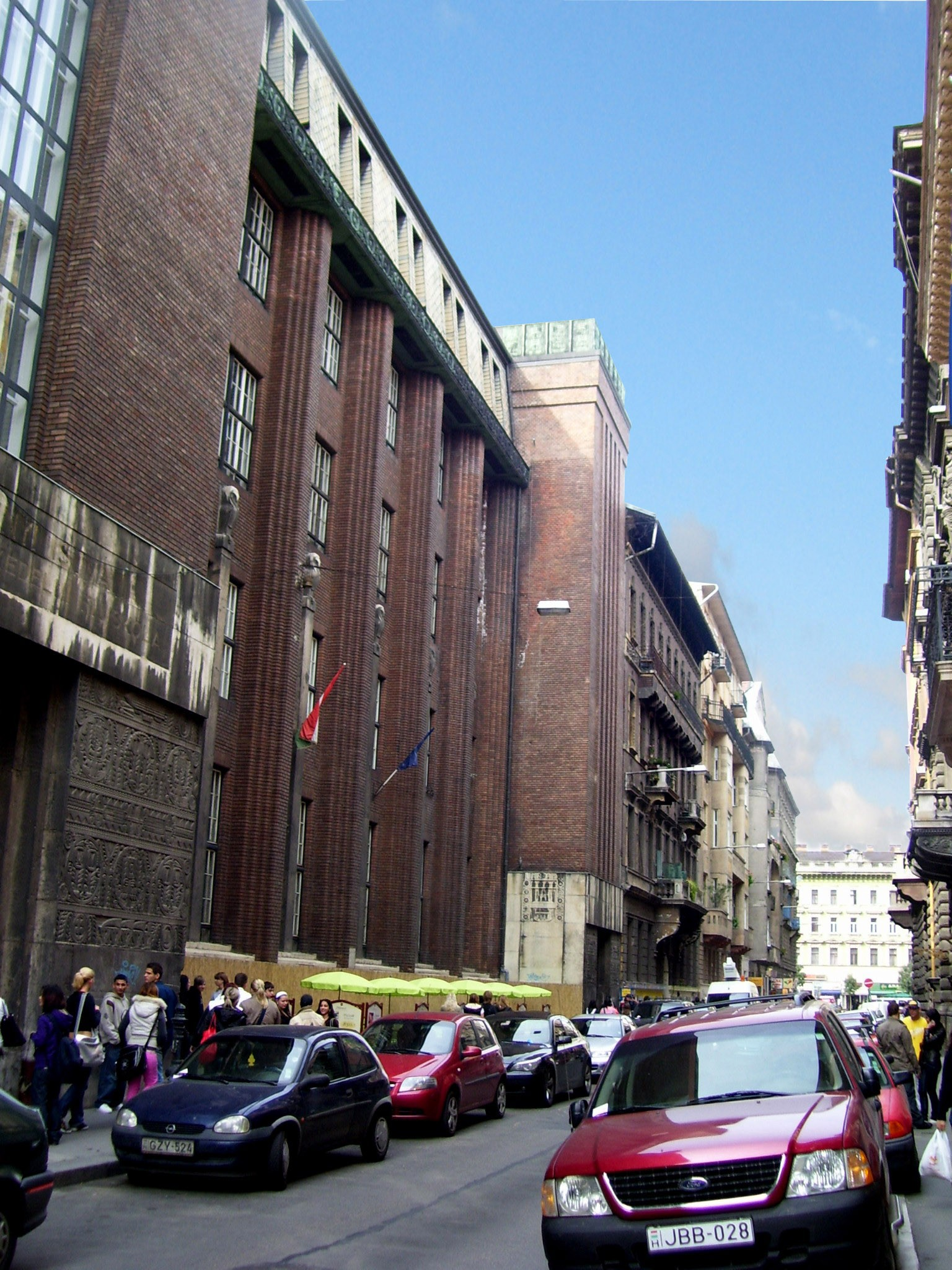
Szakközépiskola Bp. VIII., Vas u. 9–11.
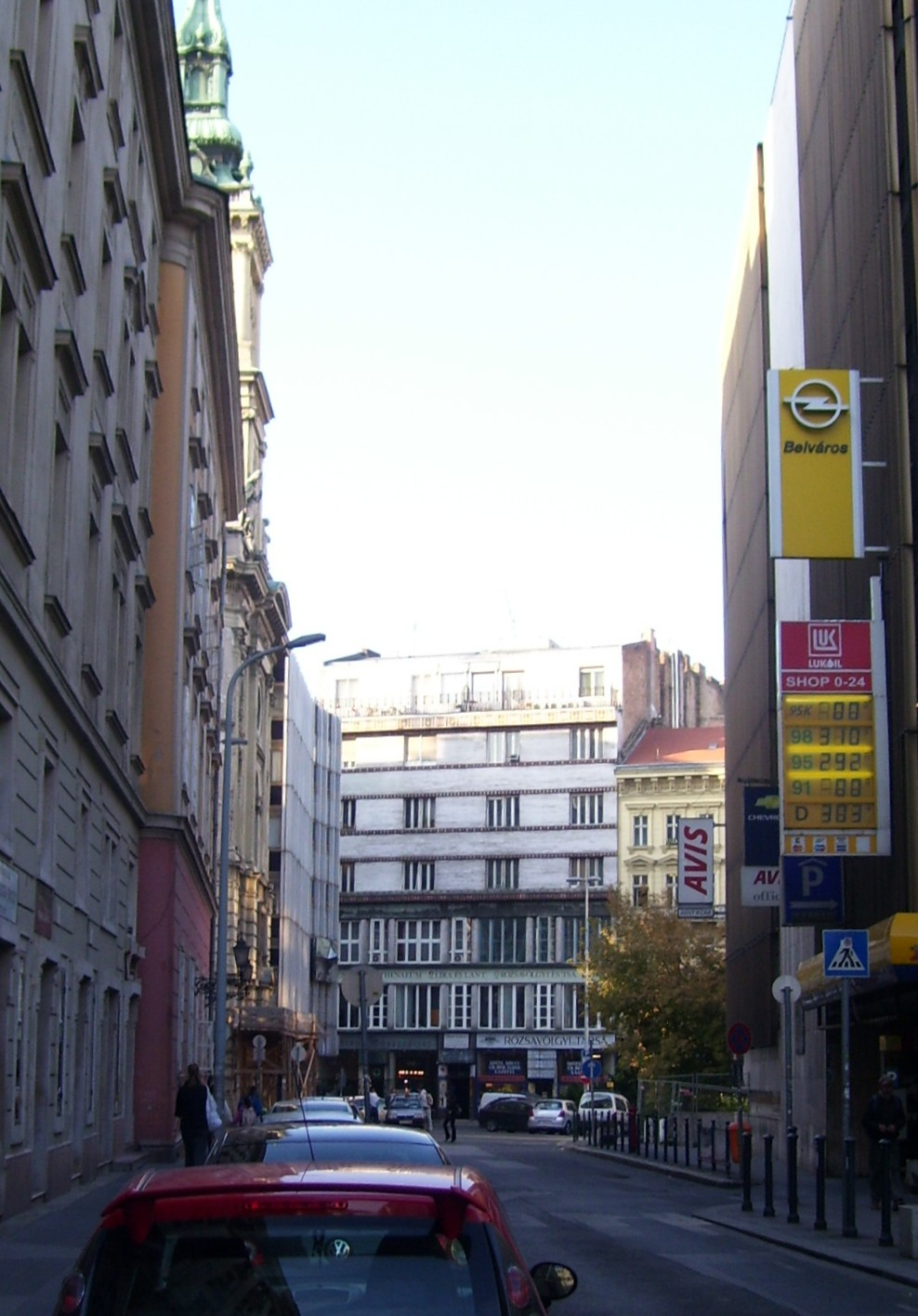
Rózsavölgyi-ház, 1910–1912 Bp. V., Szervita tér 5.
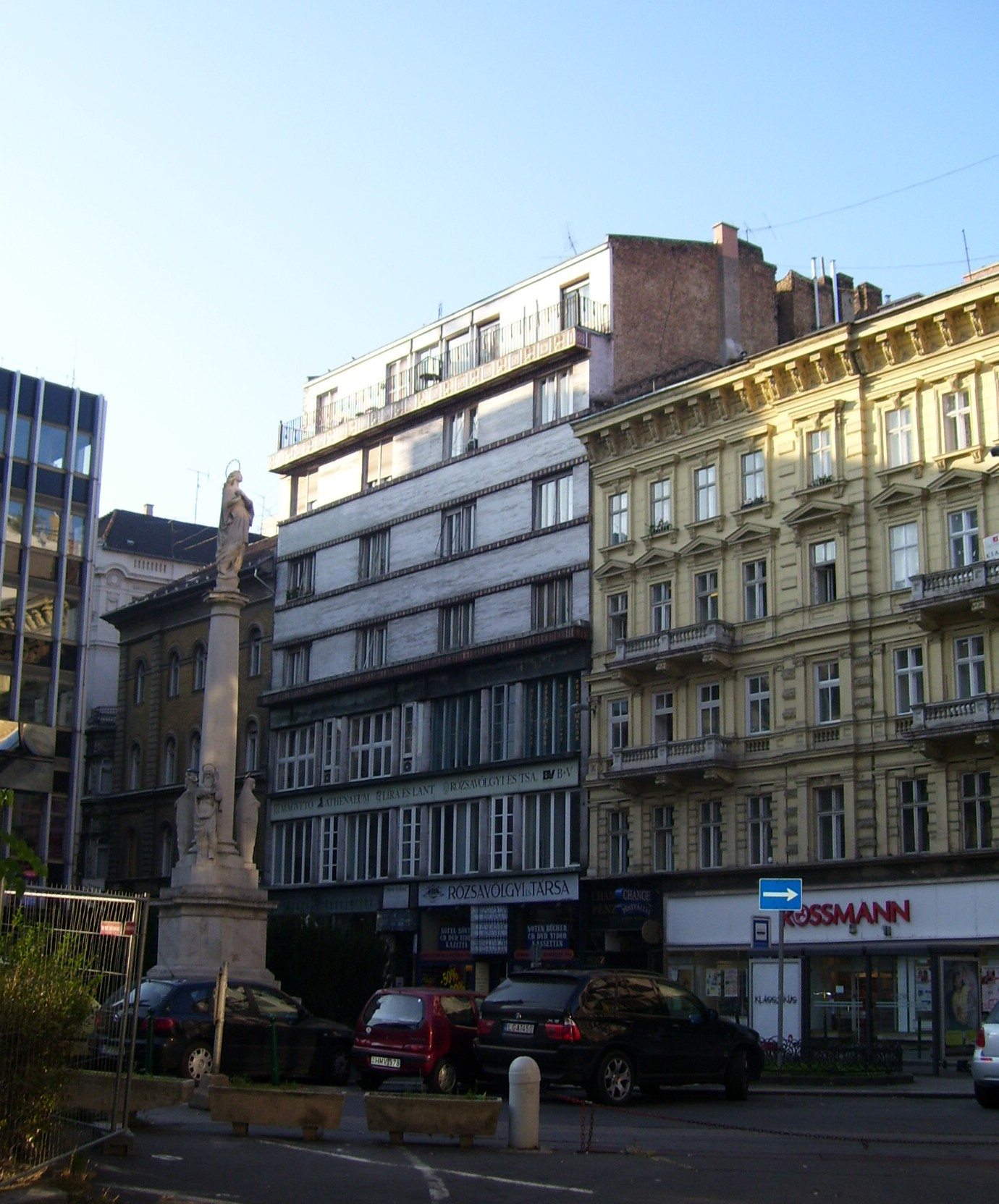
Rózsavölgyi-ház. 1910–1912 Bp. V., Szervita tér 5.
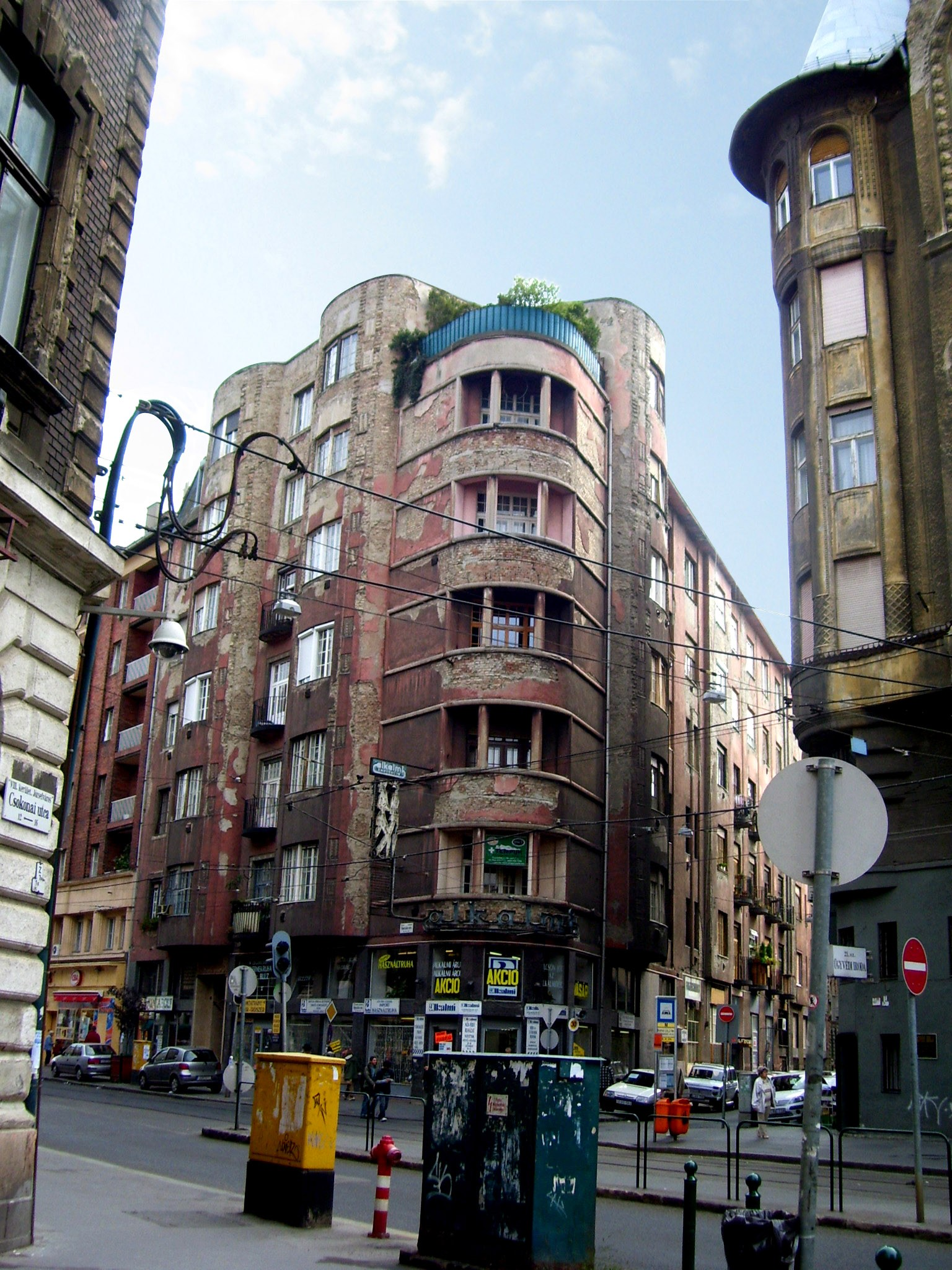
Bérház 1911–1912 Bp. VIII., Népszínház u. 19.
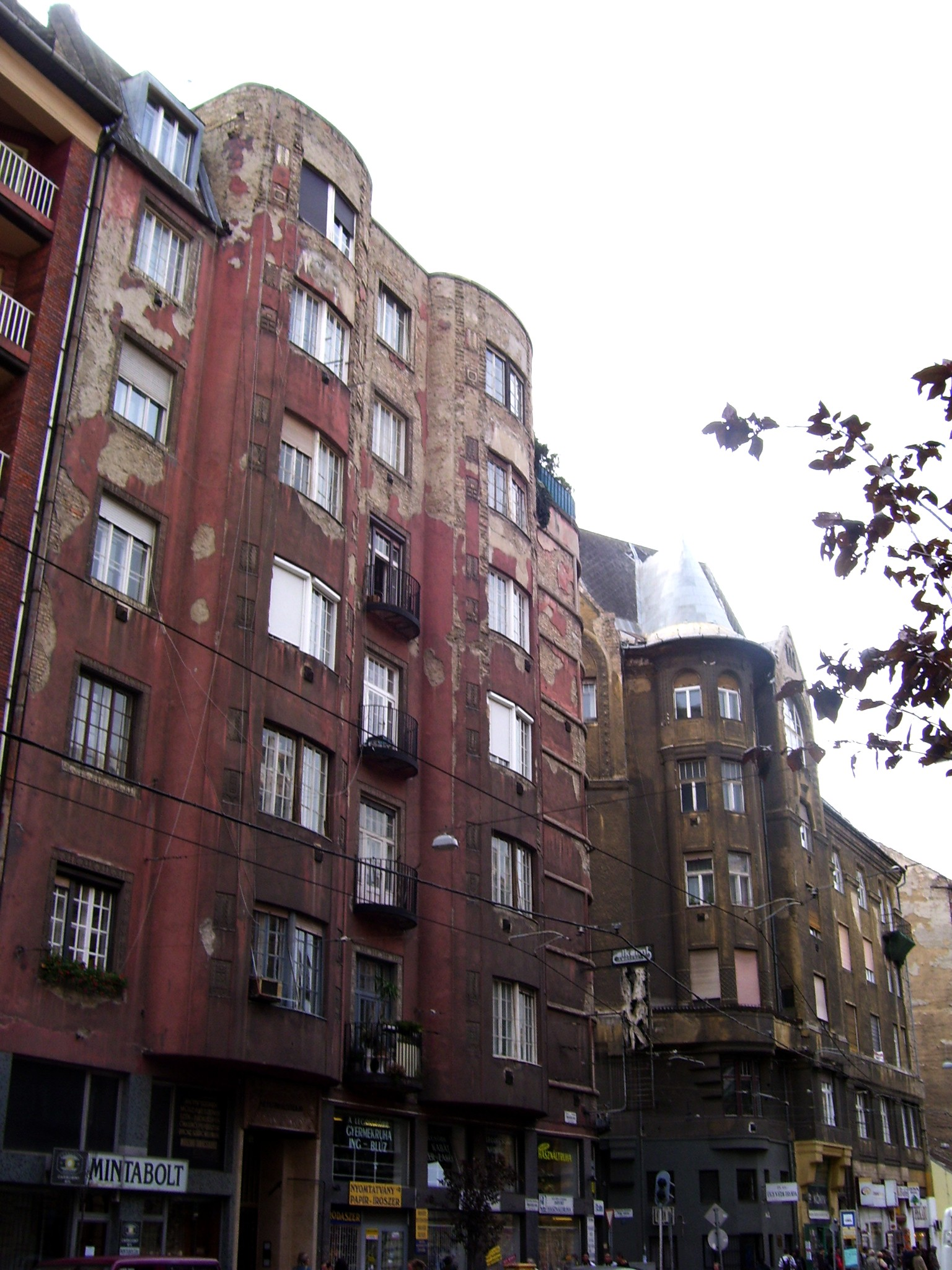
Bérház 1911–1912 Bp. VIII., Népszínház u. 19.
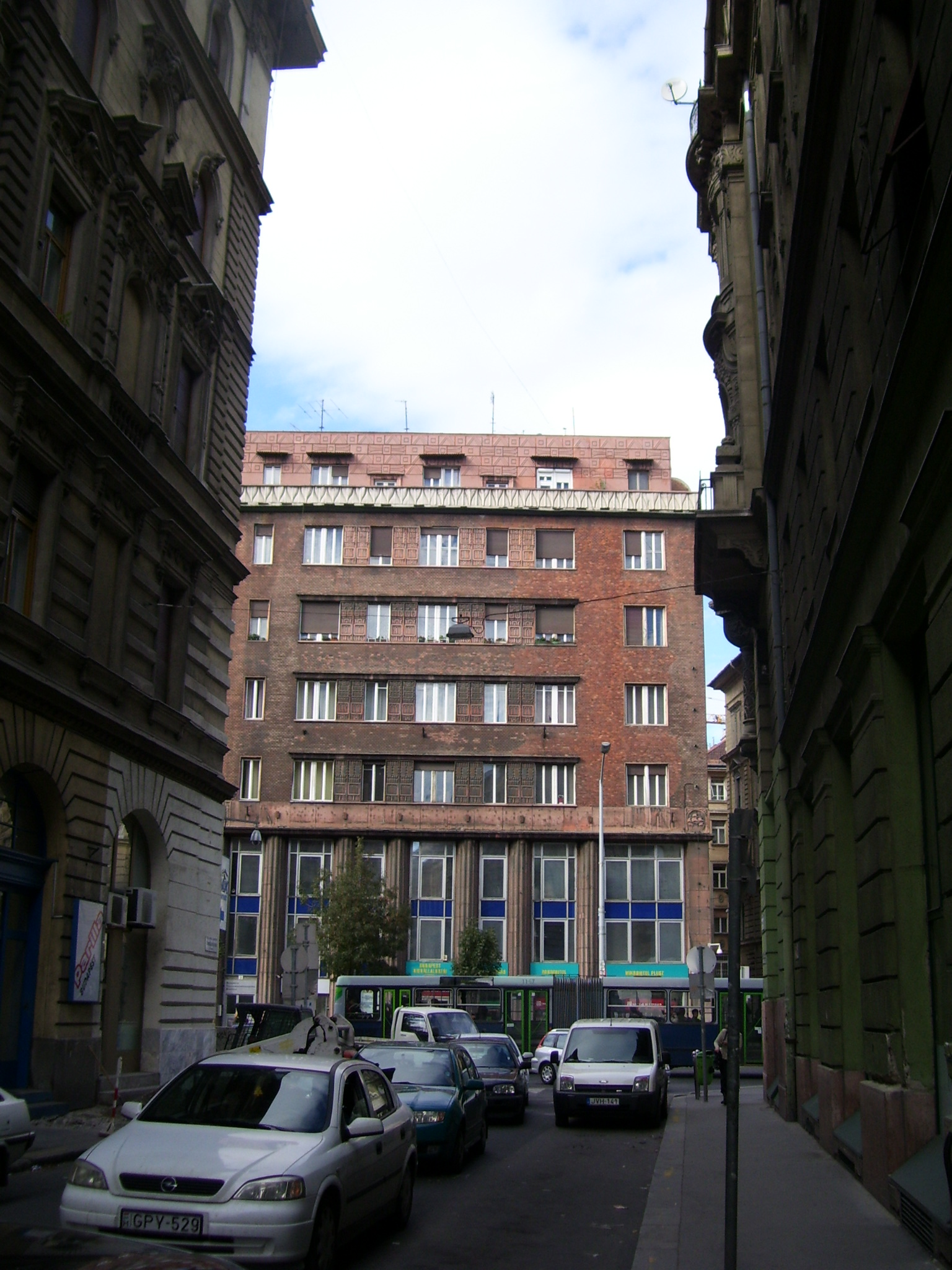
Ma: Gázművek épülete 1911–1912 Bp. VII., Rákóczi u. 18.
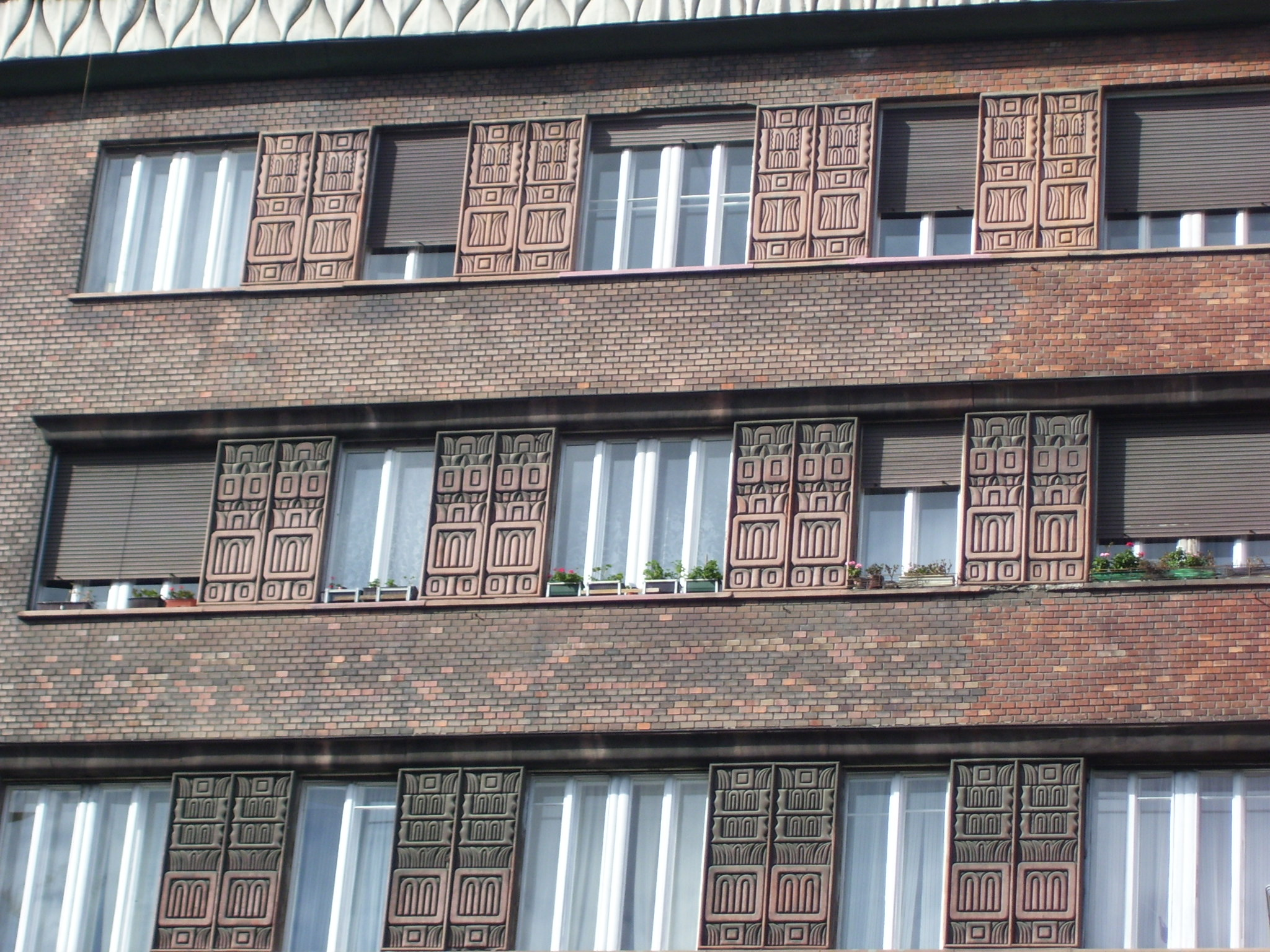
Ma: Gázművek épülete. Részlet Bp. VII., Rákóczi u. 18.
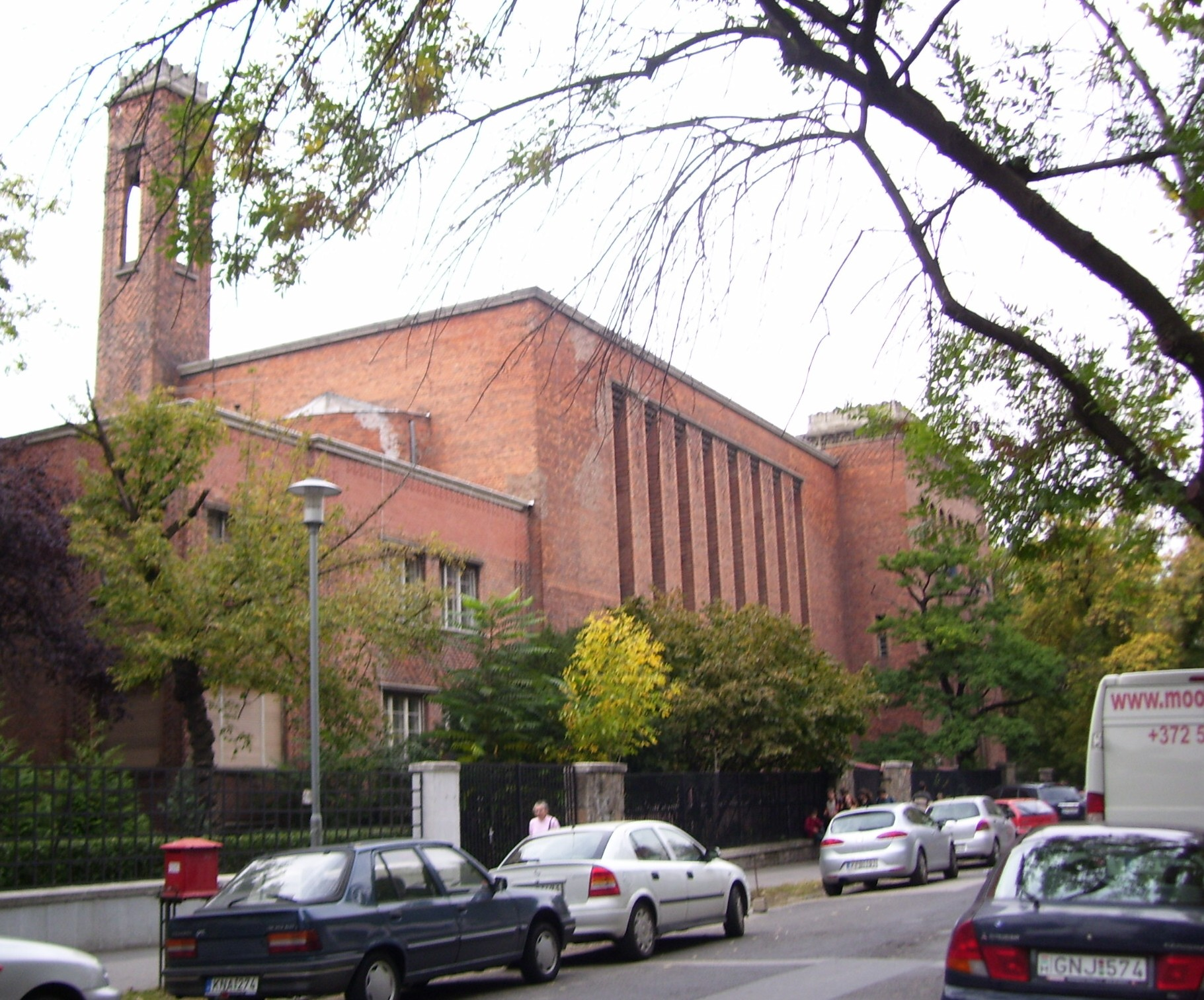
Radnóti gimnázium 1913–1914 Bp. XIV., Cházár A. u. 10.
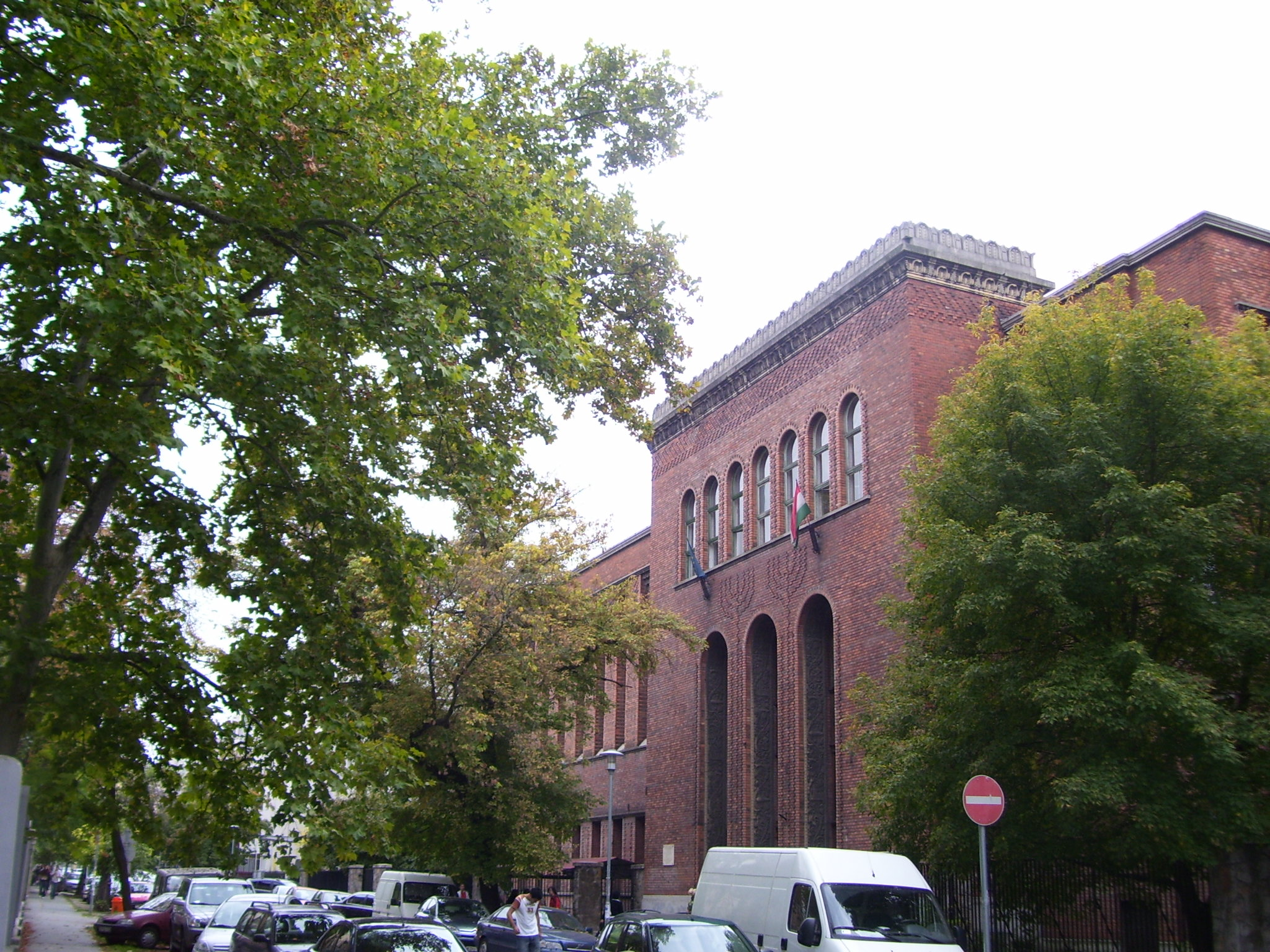
Radnóti gimnázium részlet Bp. XIV., Cházár A. u. 10.
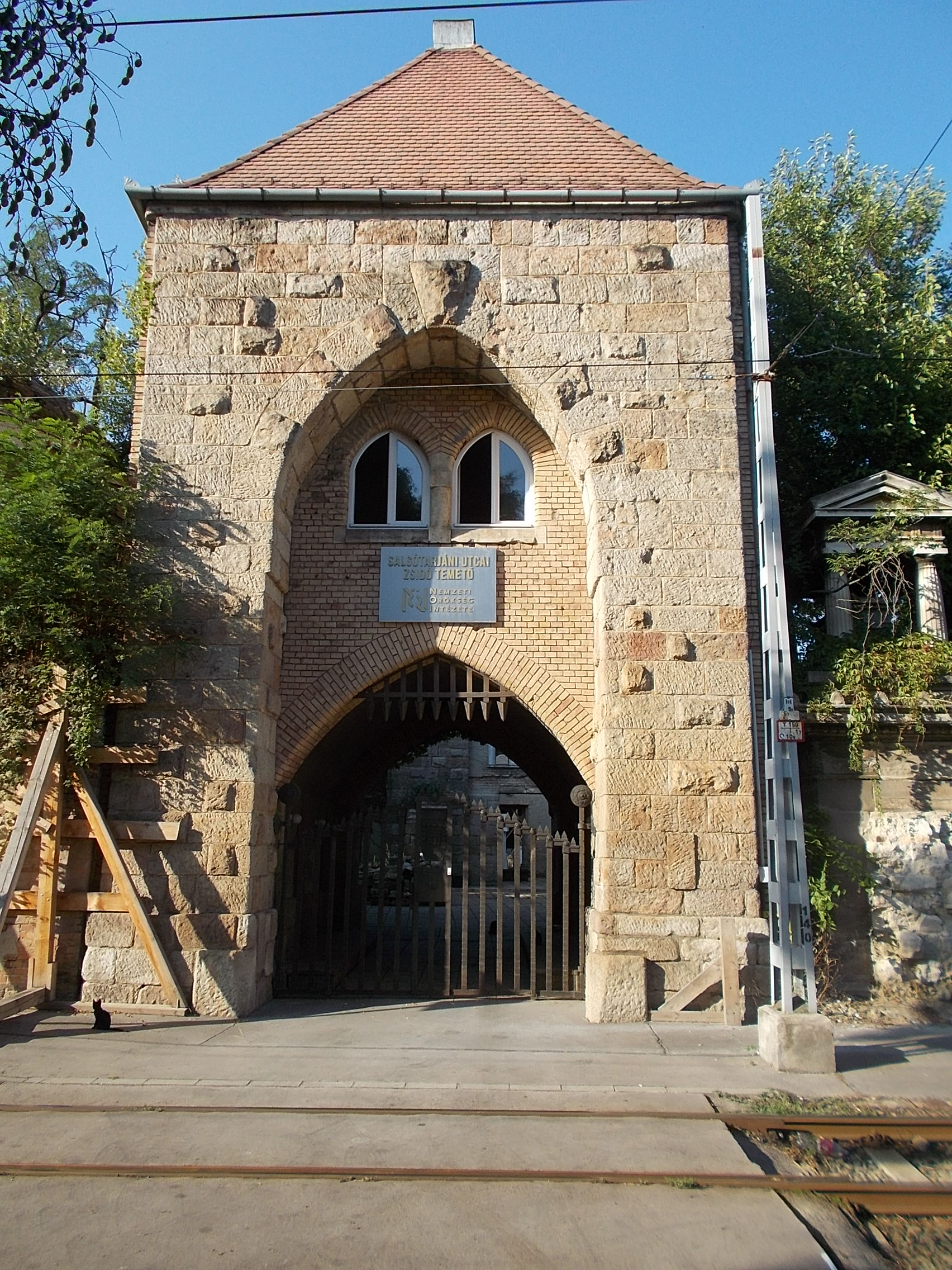
A Salgótarjáni utcai zsidó temető bejárati épülete
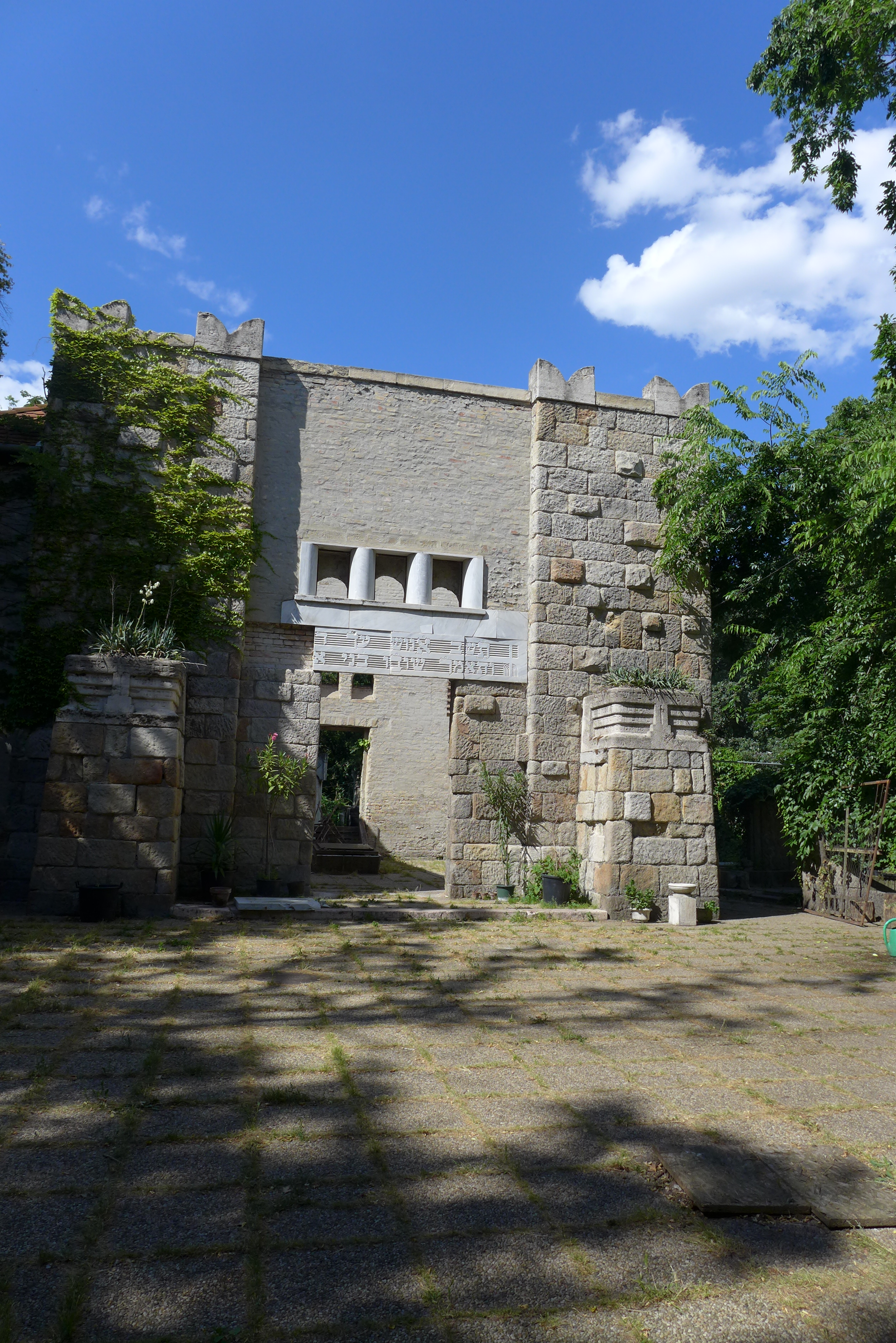
A Salgótarjáni utcai zsidó temető beomlott kupolájú ravatalozó épülete

### Könyvek, cikkek
- Nádai Pál: Lajta Béla életműve In: Ars Una, 1924
- Vámos Ferenc: Lajta Béla In: Magyar Építőművészet, 1956
- Vámos Ferenc: Lajta Béla, Akadémiai Kiadó, Budapest, 1970
- Gerle János–Csáki Tamás: Lajta Béla, Holnap Kiadó, Budapest, 2013, ISBN 978-963-3490-40-2 (Az építészet mesterei sorozat)
- Nádas Pál: Magyar és magyar zsidó történelem – Lajta Béla és Lovag Wechselmann Ignác szecessziós épületében, Múlt és Jövő Alapítvány, 2024
- Csáki Tamás: Lajta, Kedves László Könyvműhelye, Budapest, 2023 (10 + 1-sorozat)
- (szerk.) Csáki Tamás: Lajta Béla 150 – budapesti épületsorsok. Béla Lajta 150 – Fates of Budapest Buildings (A Lajta Béla 150 – Budapesti épületsorsok kiállítás kísérő kiadványa), Budapesti Történeti Múzeum, Budapest, 2024, ISBN 978-615-6667-07-6

### Elektronikus cikkek
- Lajta Béla Virtuális Archívum
- ÉPÍTÉSZFÓRUM Százharminc éve született Lajta Béla
- ÉPÍTÉSZFORUM Idegsebészeti klinika
- KRÓNIKA
- Magyar színházművészeti lexikon. Főszerk. Székely György. Budapest: Akadémiai. 1994.  ISBN 963-05-6635-4
- Magyar zsidó lexikon. Szerk. Ujvári Péter. Budapest: Magyar Zsidó Lexikon. 1929. 520. o.  Online elérés
- Rokob Tibor: Vaktáblák a Mexikói úton[halott link]
- Szervita téri Rózsavölgyi bolt
- ELTE Radnóti Miklós gyakorlóiskola története
- Bárczy István: Lajta Könyvtár terve
- Elek Artúr: Lajta Béla
- VÁNDORISKOLA Lajta Béla
- VÁNDORISKOLA Kozma utcai temető.[halott link]
- Lajta Béla Virtuális archívum